# استخوان‌زایی ناکامل
استخوان‌زایی ناکامل یا اختلال استخوان‌زایی که به آن بیماری استخوان شکننده و استئوژنز ایمپرفکتا (Osteogenesis imperfecta) هم گفته می‌شود، نوعی بیماری ژنتیکی استخوانی است که در آن استخوان‌زایی طبیعی مختل می‌شود و استخوان‌ها بسیار شکننده می‌شوند. به این بیماری، استخوان‌زایی ناکامل مادرزادی هم گفته‌اند.
در این بیماری مادرزادی، استخوان بسیار ترد و شکننده می‌شود. افراد دارای این بیماری در طول عمر خود، دچار شکستگی‌های متعدد می‌شوند. صلبیه اغلب بیماران آبی‌رنگ است.

## بیماری‌زایی
در استخوان‌زایی ناکامل ژن خاصی در بدن کار خود را به خوبی انجام نداده و پروتئین خاصی به نام کلاژن تیپ یک به درستی ساخته نمی‌شود. هفتاد درصد بیماران به شکل توارث (اتوزومال غالب و گاه مغلوب) از والدین بیماری را به ارث می‌برند ولی سی درصد به صورت متفرقه (جهش) مبتلا می‌شوند.

## انواع
شدت بیماری استخوان‌زایی ناکامل در بیماران متفاوت است. افراد مبتلا به نوع یک این بیماری، تغییر شکل استخوانی کم، صلبیه آبی رنگ دائمی، قد نزدیک به نرمال در بزرگسالی، احتمال کاهش شنوایی بیشتر از ۵۰درصد در سنین بزرگسالی دارند. بیماران مبتلا به نوع دو اختلال استخوان‌زایی شدت بیشتری از این بیماری نشان می‌دهند و شکستگی‌های متعدد در لگن و زمان وضع حمل دارند. این نوزادان معمولاً مرده متولد می‌شوند یا به زودی می‌میرند. به‌طور کلی دارای وزن کم هنگام تولد و میکروملیا (استخوان‌های کوچک غیرعادی) با خمیدگی هستند. در نوع سه آن چند ژن درگیر هستند.
| Type | Description                                                                                | Gene               | OMIM                       | Mode of Inheritance               |
| I    | mild                                                                                       | Null COL1A1 allele | 166240 (IA), 166200 (IB)   | autosomal dominant, 60% de novo   |
| II   | severe and usually lethal in the perinatal period                                          | COL1A1 , COL1A2 ,  | 166210 (IIA), 610854 (IIB) | autosomal dominant, ~100% de novo |
| III  | considered progressive and deforming                                                       | COL1A1 , COL1A2    | 259420                     | autosomal dominant, ~100% de novo |
| IV   | deforming, but with normal scleras                                                         | COL1A1 , COL1A2    | 166220                     | autosomal dominant, 60% de novo   |
| V    | shares the same clinical features of IV, but has unique histologic findings ("mesh-like")  | IFITM5             | 610967                     | autosomal dominant                |
| VI   | shares the same clinical features of IV, but has unique histologic findings ("fish scale") | unknown            | 610968                     | unknown                           |
| VII  | associated with cartilage associated protein                                               | CRTAP              | 610682                     | autosomal recessive               |
| VIII | severe to lethal, associated with the protein leprecan                                     | LEPRE1             | 610915                     | autosomal recessive               |

## تظاهرات بالینی
اصلی‌ترین تظاهر استخوان نرم و شکننده است. پوست ممکن است نازک و آتروفیک شود و حتی نور را عبور دهد و دندان‌ها مستعد پوسیدگی و شکستن شوند و یک رنگ غیرعادی از زرد کهربایی تا خاکستری مایل به آبی دارند. وقتی ملتحمه آبی‌رنگ بروز می‌کند، یک خصوصیت ویژه و تمییزدهنده بیماریست و در ۹۰ درصد بیماران دیده می‌شود. رنگ‌دانه‌های مشیمیه از خلال صلبیه نازک مشاهده می‌شوند و چندین نمای آبی توصف شده‌اند. ویژگی‌های دیگر شامل اوتواسکلروز (سخت شدن گوش) همراه با کاهش شنوایی که مکن است در طی دومین تا سومین دهه زندگی شروع شوند و ضایعات قلبی عروقی شامل اتساع دریچه میترال همراه با نارسایی، سندرم دریچه میترال سست و نکروز کیستیک مدیای آئورت هستند.